# G-критерий Кохрена
G-критерий Кохрена (англ. Cochran’s C test) — используют при сравнении трёх и более выборок одинакового объёма {\displaystyle n}.
Расхождение между дисперсиями считается случайным при выбранном уровне значимости {\displaystyle p}, если:
{\displaystyle G<G_{1-p}(m,\;f),}
где {\displaystyle G_{1-p}(m,\;f)} — квантиль случайной величины {\displaystyle G} при числе суммируемых дисперсий {\displaystyle m} и числе степеней свободы {\displaystyle f=n-1}.

## Использование на практике
При L сериях измерений M образцов, в каждой из которых было проведено N единичных измерений ({\displaystyle \mathrm {X} _{m,l,i}} — i-е значение (измерение) в l-й серии для m-го образца), вычисляется G-критерий Кохрена для m-го образца:
{\displaystyle G_{m(max)}={\frac {(S_{m,l}^{2})_{max}}{\sum \limits _{l=1}^{L}S_{m,l}^{2}}}},
где
{\displaystyle S_{m,l}^{2}} — выборочная дисперсия m-го образца в l-ой серии измерений, вычисляемая по формуле:
{\displaystyle S_{m,l}^{2}={\frac {\sum \limits _{i=1}^{N}(\mathrm {X} _{m,l,i}-\mathrm {X} _{m,l})^{2}}{N-1}}},
{\displaystyle \mathrm {X} _{m,l}} — среднее значение измерения m-го образца в l-ой серии измерений: {\displaystyle \mathrm {X} _{m,l}={\frac {\sum \limits _{i=1}^{N}\mathrm {X} _{m,l,i}}{N}}}
Полученное значение сравнивается с табличным значением {\displaystyle G_{\text{табл}}} для числа степеней свободы {\displaystyle \nu =N-1} и выбранной доверительной вероятности P (например, P=0,95).
Если {\displaystyle G_{m(max)}<G_{\text{табл}}}, дисперсия считается однородной, в противном случае — неоднородной.